# Toby Kebbell
Toby Kebbell, właśc. Tobias Alistair Patrick Kebbell (ur. 9 lipca 1982 w Pontefract) – angielski aktor filmowy i telewizyjny.

## Życiorys

### Wczesne lata
Urodził się w rodzinie rzymskokatolickiej jako czwarte z pięciorga dzieci Michelle J. L. (z domu Mathers), kucharki i projektantki ogrodów, i Roberta J.K. Kebbella, inżyniera. Jednak jego rodzice rozwiedli się, gdy był jeszcze dzieckiem, przeniósł się z matką, do Nottingham. Uczęszczał do katolickiej szkoły podstawowej.

### Kariera
W wieku 17 lat dołączył do Central Television Workshop jako członek grupy, gdzie został dostrzeżony przez angielskiego reżysera filmów niezależnych Shane’a Meadowsa. Meadows natychmiast zaoferował mu udział w dreszczowcu psychologicznym Buty nieboszczyka (Dead Man’s Shoes, 2004), a za rolę upośledzonego umysłowo Anthony’ego, wykorzystywanego przez grupę dilerów narkotyków w mieście, zdobył British Independent Film Award dla najbardziej obiecującego debiutanta.
Wystąpił jako Pauzaniasz w sensacyjno-przygodowym dramacie historycznym Olivera Stone’a Aleksander (Alexander, 2004) u boku Colina Farrella, Angeliny Jolie i Vala Kilmera oraz jako policjant w melodramacie Woody’ego Allena Wszystko gra (Match Point, 2005) ze Scarlett Johansson i Jonathanem Rhysem-Meyersem. Jednak najlepiej stał się znany ze swojej roli Roba Grettona w filmie biograficznym Control (2007).
Pojawił się również w serialach i filmach telewizyjnych, w tym Shakespeare Re-Told: Macbeth (2005), Born Equal (2006), Ulica (The Street, 2007) i Czarne lustro (Black Mirror, 2011).

## Filmografia
- 2004: Aleksander (Alexander) jako Pauzaniasz
- 2005: Wszystko gra (Match Point) jako policjant
- 2007: Control jako Rob Gretton
- 2008: RocknRolla jako Johnny Quid
- 2010: Uczeń czarnoksiężnika (The Sorcerer’s Apprentice) jako Drake Stone
- 2010: Książę Persji: Piaski czasu (Prince of Persia: The Sands of Time) jako książę Garsiv
- 2011: Czas wojny (War Horse) jako żołnierz Geordie
- 2011: Czarne lustro (Black Mirror, serial TV) jako Liam Foxwell
- 2012: Gniew tytanów (Wrath of the Titans) jako Agenor
- 2013: Grupa „Wschód” (The East) jako Doc / Thomas Ayres
- 2013: Adwokat (The Counselor) jako Tony
- 2014: Ewolucja planety małp (Dawn of the Planet of the Apes) jako Koba
- 2015: Fantastyczna Czwórka (The Fantastic Four) jako Victor von Doom / doktor Doom
- 2015: Buddha's Little Finger jako Pyotr
- 2016: Warcraft: Początek (Warcraft: The Beginning) jako Durotan / Antonides
- 2016: Ben-Hur jako Messala
- 2016: Siedem minut po północy jako Tata
- 2016: Gold jako Paul Jennings
- 2017: Kong: Wyspa Czaszki jako Jack Chapman / Kong
- 2017: The Female Brain jako Kevin
- 2017: Wojna o planetę małp jako Koba
- 2018: The Hurricane Heist jako Will
- 2018: Niszczycielka jako Silas
- 2018: Kryptonim Anioł jako Danny Ben Aroya
- 2019: Ser du månen, Daniel jako James Foley
- 2019: Servant (serial TV) jako Sean Turner
- 2020: Bloodshot jako Martin Axe
- 2020: Becoming jako Alex